# Wólka Dąbrowska
Wólka Dąbrowska – wieś sołecka w Polsce położona w województwie mazowieckim, w powiecie lipskim, w gminie Ciepielów.
W latach 1975–1998 miejscowość administracyjnie należała do województwa radomskiego.
Wierni Kościoła rzymskokatolickiego należą do parafii Podwyższenia Krzyża Świętego w Ciepielowie.